# بوب ورتمان
بوب ورتمان (بالإنجليزية: Bob Wortman)‏ هو لاعب كرة قدم أمريكية أمريكي، ولد في 3 ديسمبر 1927، وتوفي في 20 أكتوبر 2015.